# Nozawana
La nozawana (野沢菜, Brassica rapa L. var. hakabura) es una verdura de hoja japonesa, a menudo encurtida. Es de la misma especie que el nabo común (Brassica rapa). Sus hojas tiene aproximadamente 60–90 cm de largo.
En algún momento entre 1751 y 1764 fue llevada por una persona que vivía en Nozawa desde las montañas de Kioto a la localidad onsen de Nozawa. Fue cultivada por esa zona, y de aquí recibe el nombre (na significa ‘verdura’ en japonés).
La nozawana encurtida es uno de los suvenires más típicos de la prefectura de Nagano.

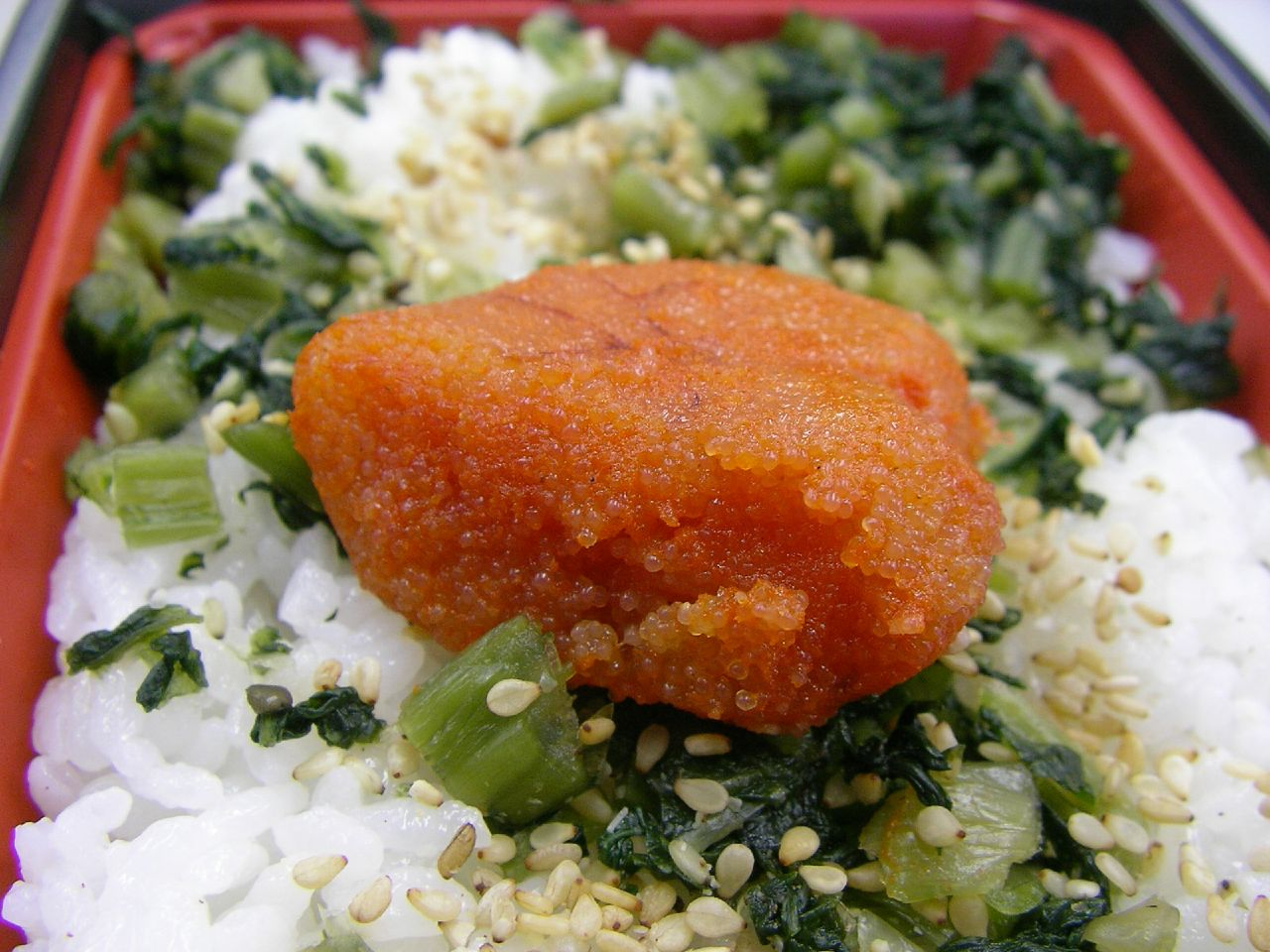
Mentaiko y nozawana sobre arroz.

- Datos: Q3049961